# Ptilonorhynchidae

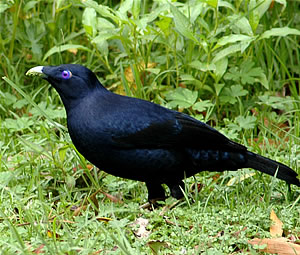
Ptilonorhynchidae

Ptilonorhynchidae (păsările grădinar) este denumirea unei familii de  păsări cântătoare, care fac parte din ordinul Passeriformes. Păsările din această familie sunt înrudite cu păsările paradisului fără a avea penele ornamentale. Ele trăiesc în Noua Guinee și insulele vecine cu Australia. Cele mai multe specii din această familie sunt poligame. Este interesant de menționat cuibul clădit și împodobit deosebit de frumos de mascul, cu scopul de ademeni femela. Denumirea de păsări grădinar au primit-o după adăpostul sub formă de umbrar, pe care masculii îl construiesc în perioada de împerechere. Pentru aceasta, masculul caută un spațiu deschis între copaci, pe care apoi îl curăță de crengi și frunze. După aceasta, construiește umbrarul din crenguțe alese cu grijă, pe care le înfige vertical în pământ. Forma construcției diferă în funcție de specia de pasăre-grădinar. Pasărea-grădinar cu fața neagră își construiește un adăpost rotund, cu formă de colibă, localizat frecvent în jurul tulpinii unui copac tânăr. În interior curăță ‚podeaua’’, apoi o împodobește cu flori viu colorate și semințe. O altă specie își construiește un umbrar deschis, din două rânduri de crengi, a câte un metru fiecare, dispuse la 15 centimetri una față de cealaltă. Adăpostul are întotdeauna orientare nord-sud și prezintă câte o denivelare la fiecare capăt. Masculul împodobește împrejurimile cu obiecte evidente (bucăți de oase, pene, fructe și flori) pe care le rearanjează continuu, pentru a avea un efect mai atractiv. Aceste păsări trăiesc cea mai parte a vieții pe sol, numai cuibul se află în copaci sau ascuns în tufișuri. Din punct morfogic păsările au ciocul și ghearele puternice și bine dezvoltate. Penajul femelelor este de culoare gălbuie sau brună pe când masculul îl are de culori diferite.

## Taxonomie
Genul Ailuroedus
- Ailuroedus buccoides
- Ailuroedus melanotis
- Ailuroedus crassirostris

Genul Scenopooetes
- Scenopooetes dentirostris

Genul Archboldia
- Archboldia papuensis
- Archboldia sanfordi

Genul Amblyornis
- Amblyornis inornata
- Amblyornis macgregoriae
- Amblyornis subalaris
- Amblyornis flavifrons

Genul Prionodura
- Prionodura newtoniana

Genul Sericulus
- Sericulus aureus
- Sericulus bakeri
- Sericulus chrysocephalus

Genul Ptilonorhynchus
- Ptilonorhynchus violaceus

Genul Chlamydera
- Chlamydera guttata
- Chlamydera maculata
- Chlamydera nuchalis
- Chlamydera lauterbachi
- Chlamydera cerviniventris